# 埃德加·伊特
埃德加·伊特（德語：Edgar Itt，1967年6月8日—），德国男子田径运动员。他曾代表西德参加1988年夏季奥林匹克运动会田径比赛，获得男子4×400米接力铜牌和男子400米栏第八名。